# 宜勳
宜勳（1873年—?），字竹铭，伊尔根觉罗氏，滿洲正白旗人，清朝政治人物、同進士出身。
光緒丁酉科举人，二十四年（1898年），参加光緒戊戌科殿試，登進士三甲30名。同年五月，著交吏部掣签分发各省，以知县即用。